# مايكل واويو
مايكل واويو الابن (بالإنجليزية: Michael Wawuyo Jr.)‏ (مواليد 17 ديسمبر 1986)، هُو مُمثل أوغندي.

## وصلات خارجية
- مايكل واويو في قاعدة بيانات الأفلام على الإنترنت